# Paraphylax anax
Paraphylax anax är en stekelart som beskrevs av Ian D. Gauld 1984. Paraphylax anax ingår i släktet Paraphylax och familjen brokparasitsteklar. Inga underarter finns listade i Catalogue of Life.